# انتسو کاواتسونی
انتسو کاواتسونی (ایتالیایی: Enzo Cavazzoni; ۲ مارس ۱۹۳۲ – ۱۵ اوت ۲۰۱۲) بازیکن واترپلو اهل ایتالیا بود. وی در بازی‌های المپیک تابستانی ۱۹۵۶ شرکت کرده‌است.